# Чемпіонат Південної Америки з футболу 1924
Чемпіонат Південної Америки з футболу 1924 року — восьмий розіграш головного футбольного турніру серед національних збірних Південної Америки. Турнір відбувався як і торік в Монтевідео з 12 жовтня по 2 листопада 1924 року. Переможцем вп'яте стала збірна Уругваю через 4 місяці після тріумфу на паризькій Олімпіаді. 

## Формат
Відбірковий турнір не проводився. Від участі у турнірі вдруге в історії відмовилась збірна Чилі, зменшивши кількість учасників знову до чотирьох. Четверо учасників, Аргентина, Бразилія, Парагвай і Уругвай, мали провести один з одним матч за круговою системою. Переможець групи ставав чемпіоном. Два очки присуджувались за перемогу, один за нічиєю і нуль за поразку. У разі рівності очок у двох лідируючих команд призначався додатковий матч.
Всі матчі були зіграні на стадіоні Парк Сентраль у Монтевідео. Спочатку організатором повинен був виступати Парагвай, але в країні була відсутня потрібна інфраструктура, тому першість було перенесено в Уругвай.

## Підсумкова таблиця
| Збірна    | І | В | Н | П | ГЗ | ГП | Р  | О |
| --------- | - | - | - | - | -- | -- | -- | - |
| Уругвай   | 3 | 2 | 1 | 0 | 8  | 1  | +7 | 5 |
| Аргентина | 3 | 1 | 2 | 0 | 2  | 0  | +2 | 4 |
| Парагвай  | 3 | 1 | 1 | 1 | 4  | 4  | 0  | 3 |
| Чилі      | 3 | 0 | 0 | 3 | 1  | 10 | −9 | 0 |

| 12 жовтня 1924 |

| Аргентина | 0–0 | Парагвай |
| --------- | --- | -------- |
|           |     |          |

| Парк Сентраль, Монтевідео Арбітр: Анхель Мінолі (Уругвай) |

| 19 жовтня 1924 |

| Уругвай                                      | 5–0 | Чилі |
| -------------------------------------------- | --- | ---- |
| Петроне 40', 53', 88' Сінхоне 73' Романо 78' |     |      |

| Парк Сентраль, Монтевідео Арбітр: Едуардо Хара (Парагвай) |

| 25 жовтня 1924 |

| Аргентина          | 2–0 | Чилі |
| ------------------ | --- | ---- |
| Соса 5' Лоярте 78' |     |      |

| Парк Сентраль, Монтевідео Арбітр: Анхель Мінолі (Уругвай) |

| 26 жовтня 1924 |

| Уругвай                        | 3–1 | Парагвай        |
| ------------------------------ | --- | --------------- |
| Петроне 28' Романо 37' Сеа 53' |     | Урбіта Соса 77' |

| Парк Сентраль, Монтевідео Арбітр: Альберто Пароді (Чилі) |

| 1 листопада 1924 |

| Парагвай                 | 3–1 | Чилі        |
| ------------------------ | --- | ----------- |
| Лопес 15', 33' Рівас 52' |     | Арельяно 6' |

| Парк Сентраль, Монтевідео Арбітр: Сервандо Перес (Аргентина) |

| 2 листопада 1924 |

| Уругвай | 0–0 | Аргентина |
| ------- | --- | --------- |
|         |     |           |

| Парк Сентраль, Монтевідео Арбітр: Карлос Фанта (Чилі) |

## Чемпіон
| Чемпіон Південної Америки 1924 |
| ------------------------------ |
| Уругвай 5-й титул              |

## Найкращі бомбардири
4 голи
- Педро Петроне

2 голи
- Ільдефонсо Лопес
- Анхель Романо